# Zóé Karbónopsina
Zóé Karbónopsina (řecky: Ζωὴ Καρβωνοψίνα) byla byzantská císařovna (v letech 906–912) a čtvrtá manželka císaře Leona VI. Moudrého. Byla matkou císaře Konstantina VII. Porfyrogennéta, za něhož v letech 913 až 919 vládla Byzanci jako regentka. Její přídomek Karbónopsina znamenal "s očima černýma jako uhel". Byla spřízněna s kronikářem Theofanem Homologetem.
Podařilo se jí stát čtvrtou manželkou císaře, přestože se církev zdráhala tento sňatek uznat. Toto zdráhání stálo patriarchu Nikolaose I. Mystikose úřad. Leon tento sňatek nezbytně potřeboval proto, že mu Zóé porodila syna. Ani nástup do pozice regentky neměla jednoduchý, byla z paláce zprvu vyhnána a internována v klášteře svaté Eufemie v Konstantinopoli. Avšak Leonův mladší bratr Alexandr, který uzmul trůn, se stal kvůli prohrané válce s Bulhary tak nepopulární, že se Zóé podařilo ho roku 914 svrhnout. Získala i neochotný souhlas patriarchy Nikolaose I., který se mezitím vrátil do úřadu. Zóé vládla s podporou vlivného generála Leona Fokase staršího. Nezbytnou podmínkou bylo obnovení války s Bulhary. Zóé vsadila na alianci s Pečeněhy, ale neuspěla, Leon Fokas byl drtivě poražen v bitvě u Acheloje a znovu v bitvě u Katasyrtai v roce 917. Zóé se pokusila spojit se Srby a Maďary, ale ani to nepřineslo zvrat. Navíc Arabové, povzbuzeni zjevnou slabostí Byzance, obnovili své nájezdy. V roce 919 došlo v Konstantinopoli ke státnímu převratu, jehož výsledkem bylo, že se moci ujal Roman I. Lakapenos. Ten donutil regentku Zóé vrátit se do kláštera.